# Пригода у канікули
«Пригода у канікули» («Keskpäev») — радянський художній фільм 1981 року, знятий на студії «Естонський телефільм».

## Сюжет
За мотивами оповідань Ено Рауда «Детективна історія» і «Телепатична історія». До семикласника Юрнаса, який мешкає у невеликому селищі, з міста на канікули приїжджає його однолітка Кярт. Юрнас та його друзі, бажаючи розважити Кярт, вирішують навчити її фотографувати. За помірну погодинну оплату вони домовляються з одним зі своїх приятелів, що його молодший брат «позуватиме» Кярт. Але малюк несподівано зникає… Ця подія, у свою чергу, породжує цілу низку комічних ситуацій, пов'язаних із пошуком юної «пропажі».

## У ролях
- Юларі Кірсіпуу — Меєлік
- Марія Авдюшко — Кярт
- Тормі Кеввай — Юрнас
- Свен Сууррайд — Каур
- Аннелі Пійрие — Мар'ю
- Мікхель Рауд — Ріхо
- Таліс Трасс — Пеетер
- Юрі Азаров — Мадіс
- Оллі Унгвере — іменинниця, бабуся Каура
- Аліс Тальвік — тітка-сусідка
- Анне Веесаар — Каарін Пеетрі
- Ельдор Вальтер — листоноша
- Вяйно Лаєс — сажотрус
- Арві Мягі — міліціонер, родич на дні народження
- Март Миттус — таксист, батько Ріхо
- Матті Нууде — капітан далекого плавання
- Пеетер Якобі — батько Мееліка
- Тійу Лінк — мама Юрнаса
- Генн Ребане — музикант на дні народження

## Знімальна група
- Режисер і сценарист — Райво Трасс
- Оператор — Майдо Мадісон
- Композитор — Війве Ернесакс
- Художник — Ірина Бабічева